# Quentin Boesso
Quentin Boesso, né le 18 janvier 1986 à Bagnols-sur-Cèze, est un footballeur français. Il évolue au poste de milieu de terrain offensif. 

## Biographie
Il commence sa carrière au Nîmes Olympique en 2002, club avec lequel il est finaliste de la Coupe Gambardella en 2004, cependant il n'a pas disputé le moindre match de championnat lors de ses trois années passées au club.
Il rejoint Le Havre en 2005, mais là non plus il ne fait pas la moindre apparition sous le maillot du club en championnat. Il est alors prêté à la JS Saint-Pierroise à la Réunion en 2006, club qu'il rejoindra définitivement à la fin de la saison.
Il connaît enfin la réussite au sein de son nouveau club lors de la saison 2007-2008 en remportant le championnat et en terminant meilleur buteur du championnat.
En 2019,  il s'engage avec un autre club de Saint-Pierre la SS Capricorne.

## Sélection de la Réunion
Il évolue avec la sélection depuis son arrivée dans l'île en 2007. Lors de la Coupe de l'Outre-Mer de 2008, il est un des grands artisans de la victoire de l'équipe de La Réunion. Dans cette compétition, il inscrit trois buts en trois matchs, notamment grâce à un doublé face à Mayotte lors des matchs de poules.
Il inscrit deux nouveaux buts face à l'AS Saint Étienne lors du match amical organisé sur l'île.
Lors de la Finale de la Coupe des Ligues Régionales, il ouvre le score pour la sélection de La Réunion à la 11e minute, pour une victoire finale 2-1 en faveur de La Réunion.

## Palmarès
- En club :
  - Championnat de la Réunion en 2008, 2015, 2016-2017, 2017, 2018 avec la JS Saint-Pierroise.
  - Meilleur buteur du championnat 2008 avec la JS Saint-Pierroise.

- En sélection :
  - Vainqueur de la Coupe de l'Outre-Mer avec l'équipe de La Réunion en 2008.
  - Vainqueur de la Coupe des ligues régionales avec l'équipe de La Réunion en 2009.